# Pierre Gillet (homme politique)
Pour les articles homonymes, voir Pierre Gillet et Gillet.
Pierre Gillet est un agriculteur et un homme politique français né le 24 mai 1897 à Saint-Jean-Brévelay, dans le Morbihan, et décédé le 11 mai 1966 dans sa commune natale.

## Biographie
Succédant à ce poste à son père et à son grand-père, Pierre Gillet devient maire de sa commune natale en 1927. Il conserve ce mandat jusqu'à la chute de la Troisième République. Membre du Parti agraire et paysan français, il se porte candidat aux élections législatives de 1936 sous l'étiquette vague de « républicain indépendant ». Il fait alors partie des quinze députés élus en Bretagne signataires d'un « programme du Front Breton », qui vise alors à créer un groupe parlementaire breton à l'Assemblée nationale, et à défendre des lois en faveur de la régionalisation des institutions ou en faveur de l'enseignement de la langue bretonne
Élu, il rejoint le petit groupe Agraire indépendant, nouvellement créé, qui réunit les députés du PAPF.
De sensibilité conservatrice, il approuve certains des projets du Front populaire, comme la création des congés payés et celle des conventions collectives. Il rejette en revanche la semaine de 40 heures, la dévaluation du franc et la politique de réforme fiscale.
Le 10 juillet 1940, il vote en faveur de la remise des pleins pouvoirs au Maréchal Pétain. Il ne retrouve pas de mandat parlementaire sous la Quatrième République.

## Sources